# FC Tétouan
Le FC Tétouan (FCT), est un club marocain sportif de football, basket-ball, volley-bal, tennis, échecs, taekwondo, full-Contact et athlétisme. Basé à Tétouan, il a été fondé en 2010. Il ambitionne de devenir le premier club professionnel du Maroc.